# 秀耀春
秀耀春（Francis Huberty James，1851年6月–1900年6月20日）是一位英国基督教传教士，曾先后服务于中国内地会和大英浸礼会，离开差会后曾服务于上海江南制造局和北京京师大学堂。1900年6月20日在义和团运动期间被杀，被认为是殉道者。

## 早年
秀耀春于1851年6月出生在伯克郡小村庄Upton。他是家中五个孩子中的第三个，父亲约翰詹姆斯（1824-1897）和母亲Sarah Mitten（1818-1889）在1847年结婚。詹姆斯家本是村里的铁匠世家，他的父亲约翰和他西斯的兄弟约翰、约瑟和马修一起创办了一家杂货店和面包店。他的姐妹玛莎也在新商店工作，而她的丈夫理查德·贝拉米接管了铁匠的工作。在20世纪早期,这家商店又成为了约翰手中的邮局。秀耀春也效仿,在20岁时成为家族企业的面包师。秀耀春从母亲那里继承了富有同情心的性格,从父亲那里继承了坚韧不拔的使命感和意志力，这是他的主要特点。

## 来华传教
1876年，25岁的秀耀春，加入由戴德生(1832–1905)创建的中国内地会，派遣到中国传教，于3月14日抵达。他和德治安（Joshua J. Turner）带着 4000 多本福音书、布道小册子以及福音单张出发。他们在冬季的三个月内走了1700英里，在江苏、安徽、湖北游行布道，从镇江经南京，穿过安徽省，到达武汉。1877-1878年，他们也是最早进入山西省的新教传教士，参与赈灾，那里的特大饥荒造成全省三分之一的人口死亡。秀耀春和其他传教士发表关于饥荒的报道，带来了来自世界各地的救灾款项。
1878年，他与一位内地会传教士同工胡姑娘（Marie Huberty，玛丽·胡伯蒂）结婚，她是讲法语的比利时人（1846年,生于比利时列日，死于美国加州圣克鲁斯 (加利福尼亚州)，时间不明）。她毕业于列日法国新教学校。他把她的婚前姓当作自己的中间名。
在接下来的两年里，秀耀春在河南和华北工作。 他精通汉语，在一所大学任教。1881年，他和其他许多年轻成员一起，脱离了内地会。
1881年秀耀春回到英国，1883年加入大英浸礼会差会，先后在中国山东即墨、青州和济南传教。1892年，秀耀春因意见不和，从大英浸礼会辞职。
此后他在美国度过数年，1895年，他在波士顿卢瑶讲座（Lowell Lectureship）开设中国历史、信仰和哲学的讲座。1894年，他成为有神论者。1897年回到中国，在上海江南制造局翻译馆任编译。他担任这个职位约有一年时间，然后应邀担任北京京师大学堂的英文教习，直到去世。
1900年6月，在义和团围攻北京外国使馆时，许多基督教堂和建筑物被烧，大批中国基督徒被杀。秀耀春在肃王府避难，河对面就是被围困的外国使馆，为大约3000名面临死亡威胁的中国基督徒提供了庇护。1900年6月20日，秀耀春准备去相对安全的英国使馆，却被中国士兵抓获，从此下落不明。 一些消息来源说，他是被指挥围攻外国使馆的将军下令斩首，头被挑在长矛上示众，也有人说他是被枪杀。他是中国政府宣战后，第二位遇害的著名外国人，第一位是德国公使克林德。数千名基督徒在事变中丧生，其中包括182名新教传教士。1900年中国殉道者一词被新教教会用来描述屠杀。

## 家庭
1893年，他已将妻子和孩子留在美国，以方便子女继续求学。他们有两个儿子，长子休伯特·凯里·詹姆斯（1879年出生于中国山西，1953年在圣马特奥 (加利福尼亚州)去世）成为一名会计，次子哈罗德·弗朗西斯·詹姆斯（1881年生于英国伯克郡，1957年死于伊利诺伊州卡尔霍恩）就读于巴黎朱利安学院，曾与法国画家和雕塑家让·保罗·劳伦斯（1838–1921）同学，哈罗德成为艺术家、艺术作家和大学教师。。在彼得·黑斯廷斯在1999年出版的"Who Was Who in American Art, 1564-1975"里，描写了哈罗德。苏珊·克雷格于2006年出版的《活跃于1945年以前的堪萨斯州艺术家传记目录》（"Biographical Directory of Kansas Artists Active Before 1945"）一书中也记载了哈罗德。